# La Femme
Pour les articles homonymes, voir Femme (homonymie).
La Femme est un groupe français de rock, dont les membres sont originaires de Paris et Biarritz.

## Historique
Les fondateurs du groupe, Sacha Got (guitare, thérémine) et Marlon Magnée (clavier), se sont rencontrés au collège à Biarritz. Sam Lefèvre (basse), Noé Delmas (batterie) et Lucas Nunez Ritter ont rejoint le duo à Paris. Le groupe prend le nom « La Femme » en 2010. La chanteuse principale du live, Clémence Quélennec, est recrutée sur Internet. Cependant depuis ses débuts La Femme fait appel à une dizaine de chanteuses, dont Clara Luciani, sur chacun de ses albums.
En 2010, le groupe sort un premier EP sous le label digital BEKO DSL, puis un EP intitulé Le podium #1 en 2011. Le groupe se produit au festival des Inrocks à la Cigale en novembre 2011. En février 2013. L'EP intitulé La Femme fait la couverture du magazine Magic. Le premier album Psycho Tropical Berlin, sort le 8 avril 2013 ; il est classé deuxième des meilleurs albums de l'année par le magazine Les Inrockuptibles. En février 2014, le groupe remporte les Victoires de la musique 2014 dans la catégorie Album révélation de l'année.
L'album Mystère sort le 2 septembre 2016. Il est précédé de deux extraits : en mars 2016, le single Sphynx est accompagné d'un clip réalisé par Marlon Magnée, avec Aymeric Bergada du Cadet, et Où va le monde ? en juin 2016. Le groupe fait la première partie du groupe Red Hot Chili Peppers lors de quelques dates européennes de leur tournée de 2016. En février 2017, Mystère arrive en deuxième position de « L'Album rock de l'année » aux Victoires de la musique 2017. Psycho Tropical Berlin et Mystère sont alors disques d'or. En septembre 2018, le groupe compose la chanson Runway, d'une durée de 20 minutes, pour le défilé de mode de la première collection Céline dirigée par Hedi Slimane.
En avril 2021, sort l'album Paradigmes, précédé des extraits sortis en 2020 : le morceau éponyme en septembre, le single Cool Colorado en novembre, et le single Disconnexion en décembre. Les clips des trois singles ont été tournés au sein de la discothèque parisienne Petit Palace.
Cet album donne lieu à un film Paradigmes le film.
Tout en chantant en français, La Femme s'exporte à l'étranger, et tourne dans 33 pays : les États-Unis, le Mexique, l'Argentine, le Chili, le Brésil, le Canada, l'Angleterre, l'Écosse, l'Irlande, les Pays-Bas, la Belgique, l'Allemagne, la Russie, l'Islande, la Finlande, la Norvège, le Danemark, la Suède, l'Italie, l'Espagne, le Portugal, la Grèce, la République Tchèque, La Slovaquie, le Luxembourg, la Suisse, le Laos, Singapour, Hong-Kong, le Japon, Taiwan, l'Australie, le Maroc.
Le quatrième album Teatro Lúcido mélange des styles hispanique et basque tels que le reggaeton ou bien le paso doble,.

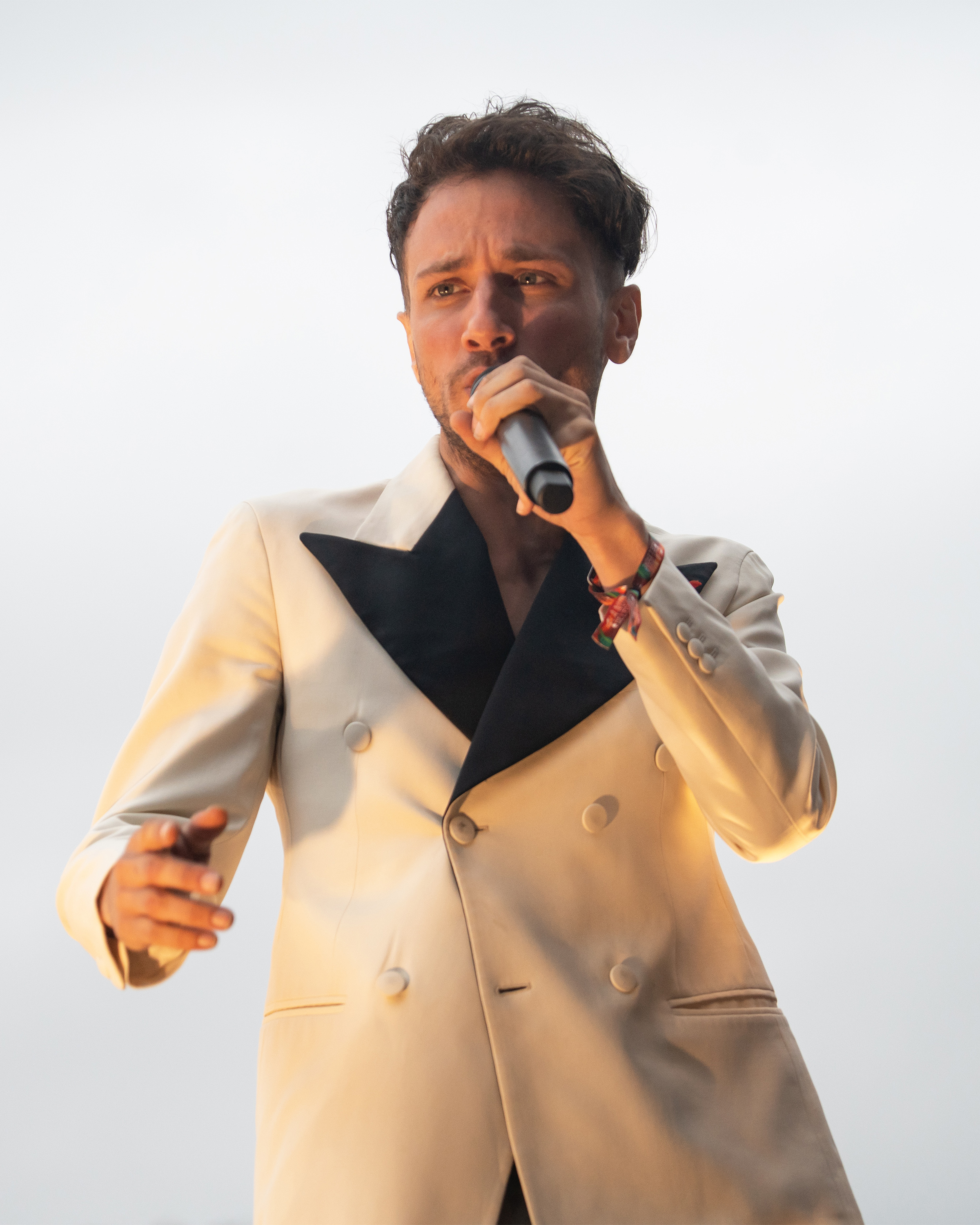
Marlon Magnée
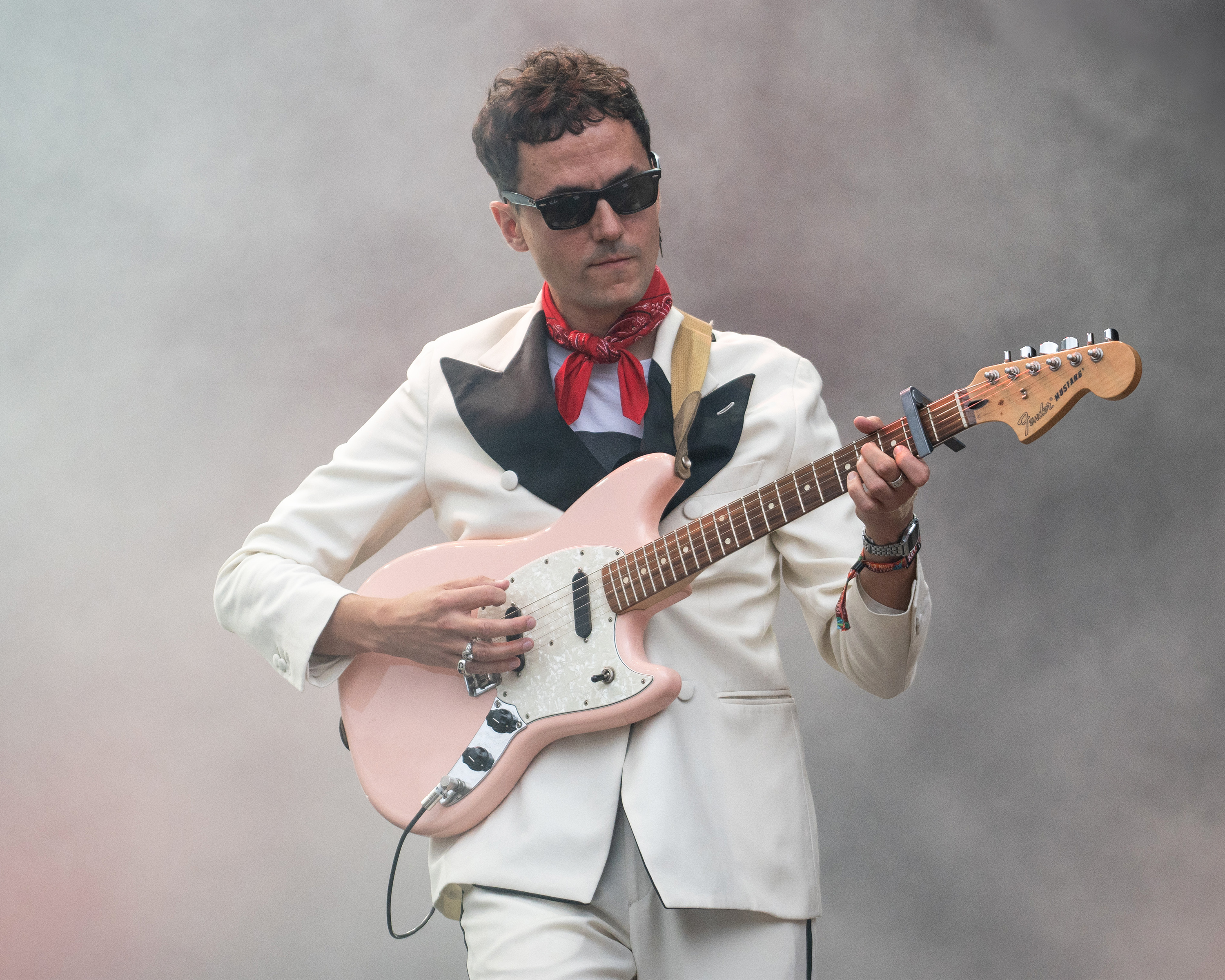
Alexis Lumière (qui accompagne le groupe régulièrement à la guitare)
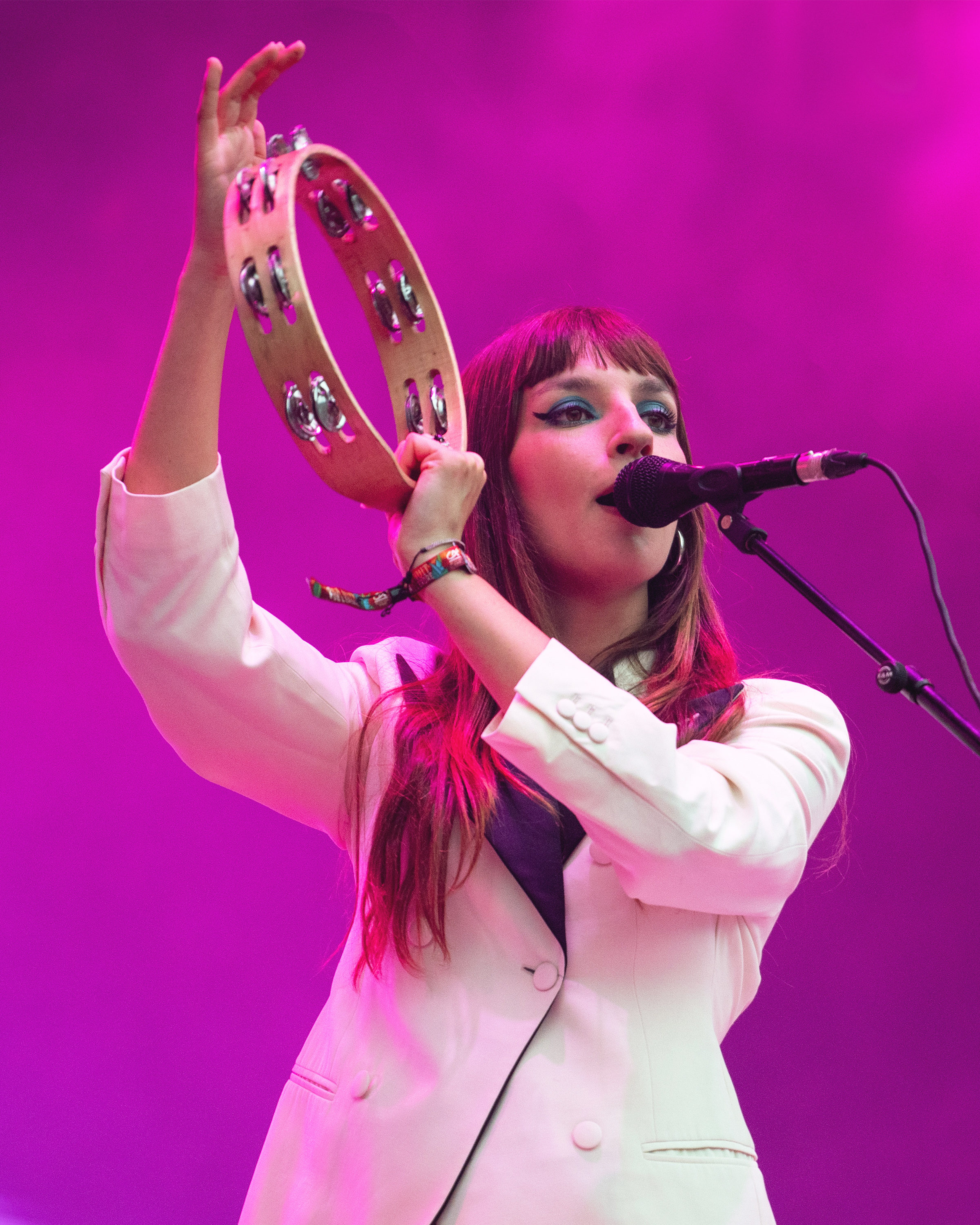
Fanny Lusignant
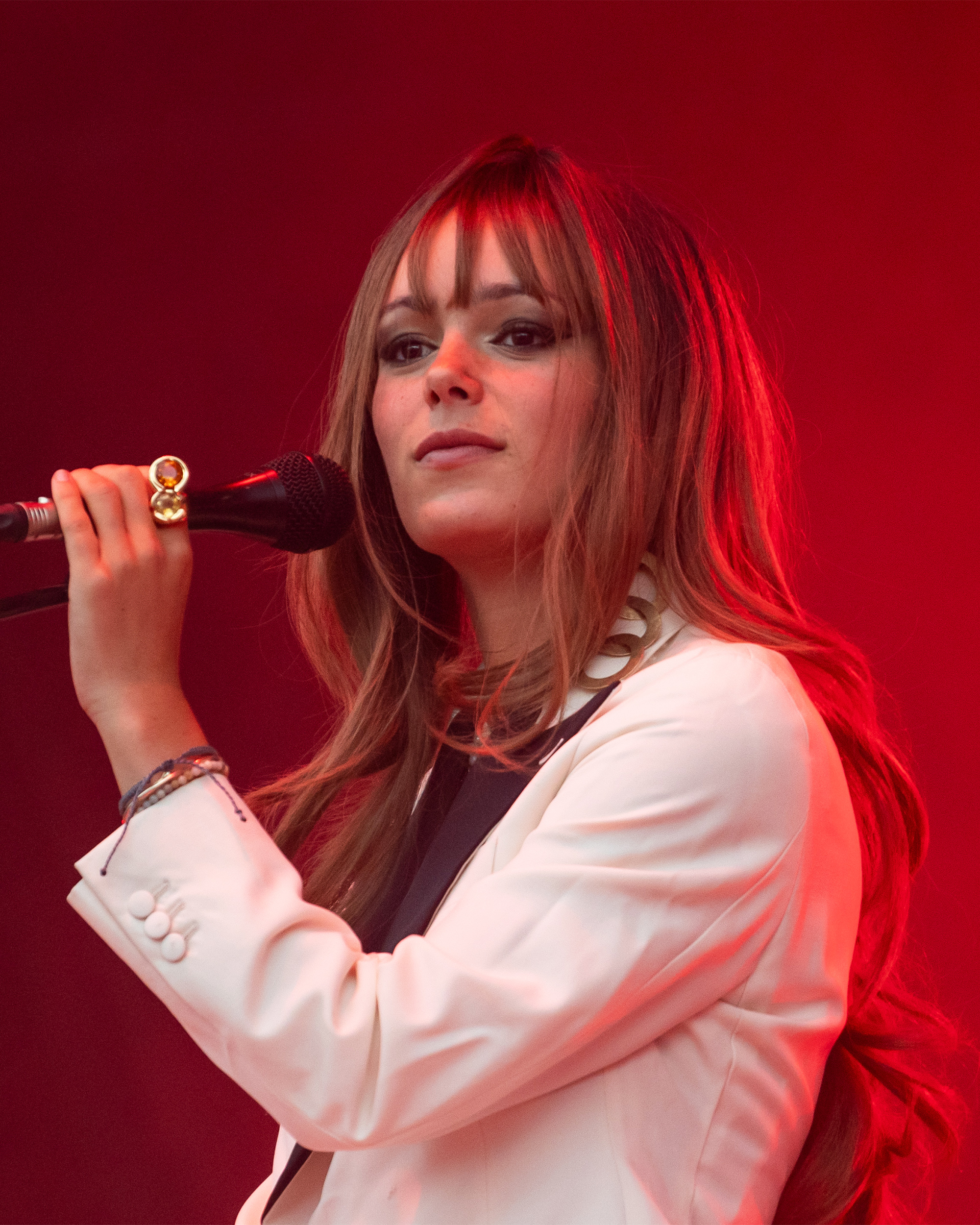
Ysé Grospiron

## Style musical et influences
La musique synthétique et hypnotique de La Femme évoque la cold wave, le rock, et les influences de groupes tels que le Velvet Underground, Kraftwerk, Deux, Zoulou ou la surf music. Le groupe cite Jacno et Marie et les Garçons comme ses deux principales influences,.